# Sporisorium tristachyae-nodiglumis
Sporisorium tristachyae-nodiglumis är en svampart som beskrevs av Vánky 2003. Sporisorium tristachyae-nodiglumis ingår i släktet Sporisorium och familjen Ustilaginaceae.   Inga underarter finns listade i Catalogue of Life.